# ویتیتسه
ویتیتسه (به لاتین: Vitice) یک منطقهٔ مسکونی در جمهوری چک است که در شهرستان کولین واقع شده‌است.